# Elaphrus aureus
Elaphrus aureus är en skalbaggsart som beskrevs av Müller 1821. Elaphrus aureus ingår i släktet Elaphrus, och familjen jordlöpare. Arten har ej påträffats i Sverige.